# Tachina alacer
Tachina alacer là một loài ruồi trong họ Tachinidae.